# 紐紐科柳山 (潘塔萊翁達倫斯省)
18°11′46″S 66°50′53″W / 18.19611°S 66.84806°W
紐紐科柳山（Ñuñu Qullu），是玻利維亞的山峰，位於該國西部奧魯羅省的潘塔萊翁達倫斯省，處於奇亞拉錢卡山西北面，屬於安第斯山脈的一部分，海拔高度4,508米。